# Робърт Форстър
Робърт Уолъс Форстър младши (на английски: Robert Wallace Forster Jr.) е американски актьор.

## Биография
Робърт Форстър е роден на 13 юли 1941 г. в Рочестър, Ню Йорк.

### Кариера
Измежду филмите с негово участие са „Отражения в златисто око“ (1967), „Джаки Браун“ (1997), „Мълхоланд Драйв“ (2001) и „Код: Лондон“ (2016). На Оскари 1998 е номиниран за най-добра поддържаща мъжка роля за ролята на Макс Чери в „Джаки Браун“.

### Смърт
Форстър почива на 78-годишна възраст на 11 октомври 2019 г. от тумор в мозъка в деня, в който излиза последният филм с негово участие „В обувките на Сатаната: Ел Камино“.

## Избрана филмография
| Година | Филм                              | Оригинално заглавие             | Роля                  | Режисьор          |
| ------ | --------------------------------- | ------------------------------- | --------------------- | ----------------- |
| 1986   | Делта Форс                        | The Delta Force                 | Абдул Рафай           | Менахем Голан     |
| 1997   | Джаки Браун                       | Jackie Brown                    | Макс Чери             | Куентин Тарантино |
| 1998   | Психо                             | Psycho                          | д-р Саймън Ричмънд    | Гас Ван Сант      |
| 2000   | Супернова                         | Supernova                       | Ей Джей Марли         | Уолтър Хил        |
| 2001   | Мълхоланд Драйв                   | Mulholland Drive                | Детектив Гари Макнайт | Дейвид Линч       |
| 2009   | Призраци на бивши гаджета         | The Ghosts of Girlfriends Past  | Сержант Волкъм        | Марк Уотърс       |
| 2016   | Код: Лондон                       | London Has Fallen               | Генерал Едуард Клег   | Бабак Наджафи     |
| 2016   | В обувките на Сатаната: Ел Камино | El Camino: A Breaking Bad Movie | Ед Галбрейт           | Винс Гилиган      |